# Episodi di Suburgatory (terza stagione)
La terza ed ultima stagione della serie televisiva Suburgatory, composta da 13 episodi, è stata trasmessa in prima visione assoluta negli Stati Uniti d'America da ABC dal 15 gennaio al 14 maggio 2014.
In Italia la stagione è stata trasmessa in prima visione da Joi, canale a pagamento della piattaforma Mediaset Premium, dal 19 settembre al 24 ottobre 2014.
| nº | Titolo originale              | Titolo italiano                | Prima TV USA     | Prima TV Italia   |
| -- | ----------------------------- | ------------------------------ | ---------------- | ----------------- |
| 1  | No Me Gusta, Mami             | Cercasi casa                   | 15 gennaio 2014  | 19 settembre 2014 |
| 2  | Victor Ha                     | Un nuovo fratellino            | 22 gennaio 2014  | 19 settembre 2014 |
| 3  | Open Door Policy              | La politica della porta aperta | 29 gennaio 2014  | 26 settembre 2014 |
| 4  | The Birds and The Biederman   | Così lontani, così vicini      | 5 febbraio 2014  | 26 settembre 2014 |
| 5  | Blame It on the Rainstick     | Il bastone della pioggia       | 26 febbraio 2014 | 3 ottobre 2014    |
| 6  | About a Boy-Yoi-Yoing         | Il club del succo              | 5 marzo 2014     | 3 ottobre 2014    |
| 7  | I'm Not Just Into Me          | Troppo uguali                  | 12 marzo 2014    | 10 ottobre 2014   |
| 8  | Catch and Release             | Proposta di matrimonio         | 26 marzo 2014    | 10 ottobre 2014   |
| 9  | The Ballad of Piggy Duckworth | La famiglia di Dallas          | 2 aprile 2014    | 17 ottobre 2014   |
| 10 | No, You Can't Sit With Us     | Il concorso di bellezza        | 23 aprile 2014   | 17 ottobre 2014   |
| 11 | Dalia Nicole Smith            | Un futuro per Dalia            | 30 aprile 2014   | 24 ottobre 2014   |
| 12 | Les Lucioles                  | Le lucciole                    | 7 maggio 2014    | 24 ottobre 2014   |
| 13 | Stiiiiiiill Horny             | Vecchie fiamme                 | 14 maggio 2014   | 24 ottobre 2014   |

## Cercasi casa
- Titolo originale: No Me Gusta, Mami
- Diretto da: Ken Whittingham
- Scritto da: Emily Kapnek

### Trama
- Ascolti USA: telespettatori 5 300 000[4]

## Un nuovo fratellino
- Titolo originale: Victor Ha
- Diretto da: Amy Heckerling
- Scritto da: Andrew Guest

## La politica della porta aperta
- Titolo originale: Open Door Policy
- Diretto da: Ken Whittingham
- Scritto da: Patricia Breen

## Così lontani, così vicini
- Titolo originale: The Birds and The Biederman
- Diretto da: Clare Scanlon
- Scritto da: Brian Rubenstein

## Il bastone della pioggia
- Titolo originale: Blame It on the Rainstick
- Diretto da: Clare Scanlon
- Scritto da: Brian Chamberlayne